# Lygromma kochalkai
Espèce
Lygromma kochalkai est une espèce d'araignées aranéomorphes de la famille des Prodidomidae.

## Distribution
Cette espèce est endémique du département de Magdalena en Colombie,. Elle se rencontre dans la Sierra Nevada de Santa Marta.

## Description
Les mâles mesurent de 2,44 à 3,35 mm et les femelles de 2,29 à 4,00 mm.

## Systématique et taxinomie
Cette espèce a été décrite par Platnick et Shadab en 1976.

## Étymologie
Cette espèce est nommée en l'honneur de John A. Kochalka.

## Publication originale
- Platnick & Shadab, 1976 : « A revision of the spider genera Lygromma and Neozimiris (Araneae, Gnaphosidae). » American Museum novitates, no 2598, p. 1-23 (texte intégral).